# Вселенная «Дозоров»
Вселенная «Дозоров» — литературная вселенная, созданная писателем Сергеем Лукьяненко. Описана им в романах «Ночной Дозор» (1998), «Дневной Дозор» (2000, в соавторстве с Владимиром Васильевым), «Сумеречный Дозор» (2004), «Последний Дозор» (2005), «Новый Дозор» (2012), «Шестой Дозор» (2014), а также «Школьный Надзор» (2014, в соавторстве с Аркадием Шушпановым), «Печать Сумрака» (2014, в соавторстве с Иваном Кузнецовым), «Участковый» (2014, в соавторстве с Алексом де Клемешье). Последние три романа входят в состав межавторского цикла «Дозоры» (2014—2020), книги которого происходят в той же вселенной.
По мотивам одноимённых романов сняты фильмы «Ночной Дозор» (2004) и «Дневной Дозор» (2005), автором создан комикс «Ночной Дозор» (2009). Многие другие авторы написали свои романы, повести и рассказы, действие в которых происходит во вселенной «Дозоров». Вселенная «Дозоров» используется в играх, например, в онлайн-игре «Дозоры. Запрещённая игра» (2005) или настольной карточной игре «Ночной Дозор: Своя судьба» (2005).

## Завязка
Некоторые из людей (примерно один из десяти тысяч) рождаются Иными — со способностями к магии (Слово «люди», строго говоря, неправильно, потому что Иные не относят себя к людям). Они могут входить в Сумрак — магический мир, недоступный обычным людям. Могущество Иных огромно — они не знают болезней, могут остановить своё старение, подчинять себе обычных людей.
По своей природе Иные разделяются на Тёмных и Светлых. Кем станет новый Иной, определяется его душевным состоянием при инициации, так что в определении будущей судьбы присутствует некоторый элемент случайности. Но эта случайность определяет всё!
Светлые считают, что живут ради других — ставят основной целью перед собою защиту людей, предотвращение людских преступлений, строгое соблюдение порядков и законов, освобождение Мира от зла. Тогда как Тёмные выступают за свободу личности, индивидуальные интересы и выгоды. Причины подобного разделения — это разные механизмы получения ими магической энергии. И Светлые и Тёмные пополняют свои магические резервы за счёт энергии людей. Светлые забирают у людей положительные эмоции: смех, радость, счастье. Тёмные — отрицательные эмоции: скорбь, печаль, гнев. Светлые считают этот способ недопустимым для Иных, поэтому пользуются реже и по крайней необходимости… Именно различное отношение к людям и окружающему миру и лежит в основе их конфликта. Некогда, поняв, что их борьба может уничтожить всё живое на Земле, силы Света и Тьмы заключили Договор о перемирии:

Мы — Иные.

Мы служим разным силам,

Но в Сумраке нет разницы между отсутствием тьмы и отсутствием света.

Наша борьба способна уничтожить мир.

Мы заключаем Великий Договор о перемирии.

Каждая сторона будет жить по своим законам.

Каждая сторона будет иметь свои права.

Мы ограничиваем свои права и свои законы.

Мы — Иные.

Мы создаём Ночной Дозор,

Чтобы силы Света следили за силами Тьмы.

Мы — Иные.

Мы создаём Дневной Дозор,

Чтобы силы Тьмы следили за силами Света.

Время решит за нас.

И с тех пор их война перешла в разряд холодной: каждый Иной получает право совершить определённое число магических воздействий, направленных на других. Вампиры и оборотни регулярно получают лицензии на охоту (жертвы отбираются случайным образом при помощи «вампирской лотереи»). Соответственно, за соблюдением Договора Тёмными следит Ночной Дозор, а Светлыми — Дневной Дозор. В качестве высшей инстанции, следящей за соблюдением положений Договора, выступает Инквизиция — малочисленная, но могущественная организация, состоящая как из Тёмных, так и Светлых.
Главный герой гексалогии — светлый маг Антон Городецкий, служащий в Ночном Дозоре Москвы. От его лица ведётся повествование во всех книгах, кроме первой части «Дневного Дозора». В экранизациях он также является основным действующим лицом.

## Магическая система «Дозоров»

### Уровни
По своей силе большинство Иных подразделяются на 7 уровней (до эпохи компьютерных игр использовался термин «ранг»): от седьмого (низшего) до первого (самого высокого).
Подавляющее большинство магов принадлежит к уровням с четвёртого по седьмой. Магов третьего уровня значительно меньше, а магов первых двух уровней единицы даже в таком большом городе, как Москва.
Есть и маги, более сильные, чем маги первого уровня. Они называются высшими магами, или магами «вне категорий». Считается, что сила Высших магов, за исключением нулевых (см. ниже), примерно одинакова, поскольку разница между ними «не может быть исчислена». В Москве есть семь Светлых и четыре Тёмных Высших мага:
- Светлые
  - Арина, высшая целительница. До событий Последнего и Нового Дозоров была Тёмной, высшей ведьмой, тринадцатой и последней главой Конклава ведьм.
  - Гесер («Борис Игнатьевич»), глава московского Ночного Дозора
  - Ольга, жена Гесера
  - Антон Городецкий, внук Завулона. По ходу сюжетов поднимается в Силе с пятого ко второму уровню, случайно становится Высшим магом в «Сумеречном Дозоре» под воздействием заклинания из книги «Фуаран».
  - Светлана, светлая Высшего уровня (в «Сумеречном Дозоре» Арина называет Светлану Великой), потеряла силы во время схватки с Зеркалом (Виталием Рогозой, зеркальным магом) на трибунале (описано в «Дневном Дозоре»), жена Антона Городецкого, в Дозоре не работает, магией старается не пользоваться.
  - Надя, дочь Антона и Светланы, впоследствии нулевой маг. Инициирована в «Последнем Дозоре».
  - Марк Жермензон, Высший боевой маг.
  - Сергей Глыба, Высший прорицатель.
- Тёмные
  - Завулон, дед Антона Городецкого, глава московского Дневного Дозора.
  - Юрий, заместитель Завулона по оперативной работе. В романе «Новый Дозор» сообщается, что он перебрался в Минск.
  - Николай, сотрудник Московского Дневного Дозора. Упоминается в книгах «Дневной Дозор» и «Лик чёрной Пальмиры». В романе «Новый Дозор» сообщается, что он «в отставке».
  - Эдгар, призванный маг из Таллинского Дневного Дозора, впоследствии ставший Инквизитором. Высшим стал благодаря действию заклинания из книги «Фуаран». Развоплощён Ариной в «Последнем Дозоре».

Самые сильные из высших магов — нулевые, или абсолютные, маги. В книгах упоминаются:
- Светлый, а затем Тёмный маг Мерлин.
- Вампир Константин Саушкин (стал нулевым благодаря заклинанию из книги «Фуаран»; умер через несколько суток, однако был воскрешён Сумраком в «Шестом Дозоре»).
- Светлый Иешуа (Иисус Христос), умел творить добро в больших количествах, не нарушая баланс сил. О нём, в отличие от Мерлина, есть очень мало достоверных сведений.
- Фуаран (ведьма, создавшая артефакт «книга „Фуаран“», стала нулевой, испробовав на себе и своей дочери своё же творение. «Сумеречный Дозор»)
- Светлая Надежда Городецкая[2],

### Категории
Категорией называется официально признанный уровень. Право на то или иное количество магических воздействий предоставляется Иному, исходя из его зафиксированной категории, а не фактического уровня. Высшему магу даётся титул мага вне категорий.

### «Магическая температура»
В Сумеречном Дозоре раскрывается природа силы Иных. Магическую силу производят люди и вообще все живые существа. Маги в большинстве случаев производят меньше силы, чем люди: их магическая температура ниже. Благодаря этому маги могут аккумулировать Силу, производимую всем живым, в первую очередь, людьми, и использовать её в своих целях. Таким образом, все Иные являются паразитами, хотя большинство из них об этом не знает. Чем ниже магическая температура, тем сильнее Иной и тем выше его уровень.
Самыми могущественными являются маги с нулевой температурой — Абсолютные, или нулевые маги; теоретически им доступна вся Сила мира. За всю историю вражды Света и Тьмы известны несколько подобных иных: Надежда Городецкая (светлый маг), Мерлин (светлый, затем тёмный маг), Костя Саушкин (вампир, искусственно увеличивший свою силу до предела с помощью книги Фуаран), Иешуа, Фуаран (создавшая артефакт с аналогичным именем)

### Сумрак
Собирательное название семи слоев реальности, существующих одновременно с нашим миром и связанных с ним (вернее, наша реальность и является 7-м слоем — «Последний Дозор»). Только Иные способны погрузиться в Сумрак. Кроме того, коты, в том числе обычные домашние кошки, обладают странным свойством — они существуют сразу на всех слоях Сумрака. Каждый слой выглядит как другой мир, однако некоторые предметы существуют сразу в нескольких слоях сумрака, хотя иногда воздействие на «сумеречный» предмет не приводит к аналогичному изменению предмета настоящего. Переход на более глубокий слой требует Силы, причём расход её с каждым слоем возрастает экспоненциально. Чем сильнее Иной, тем глубже он способен погрузиться. Первый слой доступен для любого Иного. Ниже третьего уровня могут погружаться только маги первого уровня и Высшие. Люди могут воздействовать на Сумрак только косвенно. Зачарованное специальным заклятием оружие способно достать до второго слоя. Ядерный взрыв поражает не только мир людей, но и все слои Сумрака. Двери в сумраке, даже запертые в обычном мире, открыты (но их можно закрыть из Сумрака). На первых слоях сумрака запахи отсутствуют. Цвета блёкнут примерно до третьего (там их практически нет), а затем снова начинают набирать силу.
Седьмой уровень Сумрака — это наш мир, то есть Сумрак закольцован. Преодолеть барьер между шестым и седьмым могут только нулевые Иные.
Единственная известная форма жизни, обитающая в сумраке — это синий мох. Он питается человеческими эмоциями (так же, как и Иные).
У каждого Иного реакция на сумрак индивидуальная — всё зависит от его силы и умения: более сильные и опытные видят очертания предметов в сумраке чётче и передвигаться им легче; слабые же, чем глубже погружаются в сумрак, тем медлительнее.
Пребывание в Сумраке требует от организма больших затрат как магической энергии, так и содержащейся в крови глюкозы, и особенно опасно для неопытных Иных (т. н. «сумеречная кома»). Иной, потративший слишком много энергии, может остаться в Сумраке навсегда.
Умершие Иные развоплощаются и оказываются на шестом слое Сумрака (в книге «Последний Дозор» их «освободили» — окончательно развоплотили, но в последующих книгах, например в «Шестом Дозоре», начали обратно воскрешать). Попасть на этот слой и говорить с ними могут только Великие маги, а сами развоплощенные способны иногда подняться на слой выше, но добраться до первого слоя могут лишь единицы (данное событие было описано один раз в книге «Ночной Дозор», а объяснено в книге «Последний Дозор», и был этим иным, никто иной как Мерлин). Воскресить Иного, в принципе, возможно, но его необходимо как бы обменять на другого (способ такого возвращения обнаруживает Эдгар в романе «Дневной Дозор»); извлечь из Сумрака ушедшего Иного на короткое время — например, для дачи свидетельских показаний на заседании Трибунала — с помощью тайных заклинаний и мощных амулетов способна Инквизиция (там же). Покинуть же Сумрак самостоятельно не способен никто из них.

### Инициация и стороны Силы
Существует две стороны Силы — светлая и тёмная. Маг является Светлым или Тёмным не с рождения: он выбирает сторону Силы в момент инициации его другим действующим магом. Сторона, которую он выбирает, чаще всего зависит от душевного расположения, в котором он находится при инициации. Поэтому наставники стараются подготовить душевное состояние инициируемого, зачастую без его ведома. Но бывает так, что неинициированный Иной с самого начала склонен к какой-то стороне Силы.
До инициации будущий маг обладает лишь зачатками способности к магии. Такие маги называются неопределившимися или неинициированными. После инициации маг обычно проходит обучение и определяется его категория.
Инициация может быть опасна, слабый человек — ребёнок или пожилой — может её не пережить.
Для Светлых Иных важны такие ценности, как долг, верность, служение людям, любовь. Они питаются светлой энергией, которую выделяют люди, испытывающие «светлые», радостные переживания. При этом Светлые могут забрать все «светлые» чувства, что может пагубно повлиять на психику людей. Поэтому «тотальный» забор «светлых» эмоций используется только в самых крайних случаях. Светлый Иной, без особой причины совершивший поступок, несоответствующий этике Светлых, развоплощается, если не сумеет убедить себя, что его поступок был этически оправдан. С другой стороны, Светлые часто совершают сомнительные поступки: так, глава московского отделения Ночного Дозора Гесер часто жертвует своими подчинёнными ради победы над Тёмными.
Для Тёмных Иных важны такие ценности, как свобода, независимость, сила. Питаются Тёмные Иные тёмной энергией, которую выделяют люди, испытывающие «тёмные» переживания — страх, злобу, удовольствие и т. д., что зачастую ведёт к кратковременному улучшению самочувствия людей. Затем негативные переживания возвращаются с двойной силой, в отличие от позитивных, которые не возвращаются. Тёмная сторона гораздо менее склонна к сочувствию к своим «пешкам». Так, за весь цикл Завулон успел «разыграть» огромное количество слабых тёмных, отдавая их ради различных целей (ради отвода глаз, ради устранения мешающих светлых и т. д.).

#### Шухарты
Светлые, которые «однажды срываются от несовершенства мироздания и решают творить добро направо и налево», игнорируя любые правила и приказы начальства. Названы по фамилии главного героя произведения А. и Б. Стругацких «Пикник на обочине». Обычно имеют невысокий уровень («ну пятый-четвёртый, редко третий»). Действия шухартов непродуманы, не приводят к улучшению жизни людей, но дают Тёмным Иным право на аналогичные по силе вмешательства. По этой причине шухарты нейтрализуются Ночным Дозором.

### Изначальные Силы
Когда был создан Договор, он был скреплён Изначальным Светом и Изначальной Тьмой. Теперь сами Изначальные Силы следят за равновесием Света и Тьмы.
Изначальные Силы подтверждают клятву или вызов небольшим огненным лепестком (у Светлых), сгустком тьмы (у Тёмных).

#### Зеркало
Порождение сумрака, призванное восстановить равновесие света и тьмы, в случае, когда одна из сторон оказывается значительно сильнее другой.
Обладает следующими свойствами:
- В Зеркало превращается не инициированный слабый Иной, равно далекий и от Света, и от Тьмы, либо питающий симпатии одновременно и к Свету и к Тьме.
- Зеркало не является ни Иным, ни человеком.
- Способно отражать все воздействия противника и подниматься до его уровня.
- Изначально маг-Зеркало выглядит и является очень слабым и набирает силу по мере воздействия на него более сильных магов.
- В ходе превращения в Зеркало память о прошлой жизни стирается.
- В ходе превращения в Зеркало Иной становится Тёмным, если сильнее Светлые, и наоборот.
- Выполнив свою миссию по восстановлению равновесия, Зеркало исчезает (развоплощается).

#### Тигр
Одно из порождений Сумрака, олицетворение его части в человеческом облике. Обладает следующими свойствами:
- Разумен и не имеет воли, но из-за длительного пребывания среди людей «очеловечивается».
- Подстёгивает пророков донести своё главное пророчество людям[4].
- Охотится на пророков[5].

#### Двуединый
Другое (самое первое) порождение Сумрака. Воплощается в виде двух Иных (тёмного и светлого), которые затем сливаются в одно целое. В невоплощенном виде является синим мхом (очевидно, что синим мхом является весь Сумрак, но отнюдь не Двуединый, неслучайно Надя говорит, что готова жить простым человеком. Уничтожив мох — она уничтожит и сумрак.). Обладает следующими свойствами:
- Разумен и имеет волю.
- Призван соблюдать мировой баланс добра и зла, путём разрушения цивилизации и упрощением жизни оставшихся людей до базовых потребностей[6].

### Вампиры и оборотни
Вампиры и оборотни известны под общим названием низших Тёмных. Обладают следующими общими свойствами.
- Часто презираются другими магами (как «врагами» светлыми, так и «своими» тёмными).
- Обычно имеют низкий уровень. Исключения — так называемые Высшие вампиры (например, погибший в «Сумеречном Дозоре» инквизитор Витезслав) и древние оборотни (например, инквизитор Хена, упоминается в книге «Лик Чёрной Пальмиры». В этом же произведении упоминается, что не существует Высших оборотней). По своей силе обычно соответствуют магам первого уровня, но обладают специфической вампирской магией, опасной и для Высших магов.
- Способны превращать людей в себе подобных (вампиры — в вампиров, оборотни — в оборотней). Для этого нужно согласие обоих: и низшего Тёмного, и человека. Такие превращения, за некоторыми исключениями, категорически запрещены Дозорами.
- Вампиры имеют собственную иерархию, сильный может подчинить себе слабого в своеобразном поединке воли. Победитель обретает власть над побеждённым. На самом деле, сломить вампира может и другой Иной, что было представлено в «Последнем Дозоре».
- Сильные высшие вампиры имеют титул Хозяина (Мастера), а самый сильный из Хозяев именуется Хозяином Хозяев (Мастером Мастеров). За титул Хозяина Хозяев должны бороться в массовом поединке насмерть как минимум двенадцать претендентов (или достаточно победить в дуэли текущего Мастера Мастеров, но на момент событий книг его не существует).

#### Вампиры
Во Вселенной «Дозоров» представление о вампирах довольно сильно отличается от описаний, встречающихся в классической литературе и мифологии.
- Вампиры нуждаются в человеческой крови. Однако с конца XX века они научились обходиться донорской кровью (см. ниже «Коктейль Саушкина»), хотя многие предпочитают высасывать кровь живого человека.
- Каждый вампир, согласно договору, может получить у светлых магов определённое количество лицензий на убийство. Считается, что система лицензий — наименьшее зло: без неё вампиры убивали бы людей в огромных количествах.
  - Жертвы выбираются по жребию («вампирская лотерея»). Освобождены дети до 12 лет, Иные и их близкие.
  - Жертву, на которую выпал жребий, вампир полностью подчиняет своей воле: она сама приходит на Зов вампира и не испытывает ни боли, ни страха, когда её кровь выпивают.
- Многие вампиры отказываются от лицензий на убийство, выбирая донорскую кровь и получая за это льготы, в том числе возможность получать кровь редкой группы.
- Наиболее сильные (но не обязательно высшие) вампиры способны превращаться в различных животных, например, в летучую мышь, волка, зайца или крысу, как было сказано в «Сумеречном Дозоре». Однако принимать личину других людей или иных могут только высшие вампиры (как было описано в «Шестом Дозоре»).
- Отражаются в зеркалах[7]. В отличие от фольклорных представлений, наоборот, «отведшего глаза» вампира можно увидеть только в отражении.
- Не испытывают проблем с солнечным светом[7], хотя он им неприятен.
- Не боятся чеснока, осины или серебра (к которому вполне могут прикоснуться)[7].
  - Тем не менее, серебряные пули, попавшие в вампира, причиняют сильную боль и могут временно вывести вампира из строя, но не убить.
- От крепкого алкоголя получают сильный ожог. Однако могут пить, например, вино.
- Не могут войти в чужой дом без приглашения. При приглашении возникает незримая «вампирская тропа».
- Вампир может повысить магическую силу, убив большое число людей. Так, в «Последнем Дозоре» вампир Геннадий Саушкин стал высшим, убив 52 человека.
- По крайней мере один вампир был способен пройти сквозь стекло, не повредив его[8]. Неизвестно, была ли эта способность ему присуща как вампиру или как нулевому магу, которым он на тот момент был.
- Редко могут зачать больше одного ребенка.

##### Коктейль Саушкина
Рецептура, позволяющая вампирам быстро достичь максимума своей силы без убийства людей. Разработана сотрудником НИИ Гематологии, высшим вампиром Константином Саушкиным. Представляет собой концентрат донорской крови от 12 человек. Также, коктейль Саушкина практически незаменим при использовании 'по назначению' книги «Фуаран».

#### Оборотни
- Примерно раз в 2-3 недели оборотень теряет над собой контроль и превращается в зверя (перекидывается). Безумие длится до нескольких дней. Периодические сумасшествия настолько мучительны, что из-за них оборотень может покончить жизнь самоубийством.
- Превращения не связаны с фазами Луны.
- Кроме потери контроля над собой, оборотень может перекинуться и по собственному желанию.
- Оборотни не имеют четкой иерархии, так как они связаны в семьи или прайды.
- Оборотней следует отличать от магов-перевёртышей (в Ночном Дозоре Москвы это Тигрёнок и Медведь). Перевёртыш превращается в зверя по собственному желанию и всегда способен контролировать эту способность. Кроме того, у перевёртыша может быть множество обликов (например, Медведь демонстрировал гризли, бурого и белого медведей), тогда как оборотень ограничен одним, редко двумя.
- Боевые маги-перевертыши существуют и среди Тёмных (см. «Лик Чёрной Пальмиры»).

#### Регистрация
Все вампиры и оборотни (включая Высших Вампиров и Инквизиторов) относятся к низшим Тёмным и обязаны пройти регистрацию в Ночном Дозоре города, в котором находятся (например Инквизитора-вампира Витезслава регистрировал Семен в «Сумеречном Дозоре»). При регистрации вампирам, не являющимся высшими, ставят печать. Носится на груди. При необходимости эту метку можно привести в действие, и тогда Иной, носящий её, мгновенно погибает. Таким образом Антон Городецкий уничтожил вампира, напавшего на Егора («Ночной Дозор»).
От регистрации вампиров и оборотней следует отличать регистрацию всех Иных — она производится на таможне в городах, куда перемещается Иной.

### Превращение человека в Иного
Человека можно превратить в вампира или оборотня, но существование в виде вампира или оборотня вряд ли кому-либо понравится. За исключением этого, единственным известным способом превращения человека в Иного является заклинание, находящееся в книге «Фуаран», но возможность превращать тысячи и миллионы людей в Светлых или Тёмных Иных нарушила бы равновесие между Дозорами и с большой вероятностью привела к страшным кровопролитным войнам между Иными. По этой причине «Фуаран» засекретили до такой степени, что очень немногие Иные вообще знают о существовании этого заклинания. В «Сумеречном Дозоре» книгу, содержащую заклинание Фуаран (по-видимому, единственную копию), уничтожают. Ведьма Арина владеет неполной копией заклинания (выученного наизусть из книги).

### Бессмертие
Иные формально бессмертны. Однако многие из них гибнут в войнах между Светлыми и Тёмными магами или в магических поединках. Светлые Иные могут добровольно развоплотиться, раскаиваясь в серьёзных проступках (например, в убийстве). Мага может казнить Инквизиция. Не исключена и смерть от несчастного случая или руки обычного человека (физически маги ничем от обычных людей не отличаются, хотя более живучи. Впрочем, атомный взрыв уничтожает даже Иных в Сумраке, причем на всех слоях). Тем не менее, некоторые маги живут очень долго: так, возраст Гесера и Завулона составляет более 2000 лет, а инквизитора Хены — более 10000. Старейший вампир, Хозяин Пётр — неандерталец.
После гибели своей физической оболочки маг продолжает существовать в Сумраке. При необходимости он может быть вызван оттуда (например, для дачи показаний) или даже возрождён, хотя для таких процедур нужны огромные затраты энергии, кроме того, живой маг примерно того же уровня, как и вызываемый, должен предоставить своё тело. (В «Дневном Дозоре» таким образом на суд Инквизиции была вызвана ведьма Алиса).
Маг не может сделать человека бессмертным, хотя может продлить ему жизнь и сохранить молодость. Например, так сделал Светлый маг Семён, хотя бессмертной свою возлюбленную сделать не смог, отчего страдал.
Я раскрылся перед ней. Я сделал для неё всё. Она никогда не болела. Она и в семьдесят три выглядела от силы на тридцать. Она даже в голодном Петрограде ни в чём не нуждалась, а от её охранных бумажек красноармейцы дар речи теряли… у Ленина я мандат подписал. А вот своего века ей дать не смог. Не в наших это силах.

### Дозоры и Инквизиция
Чтобы не уничтожить друг друга, Светлые и Тёмные Иные подписали Великий Договор о перемирии. Ночной Дозор, состоящий из Светлых магов, следит за Тёмными, а Дневной Дозор состоит из Тёмных магов и следит за Светлыми. Дозоры часто интригуют друг против друга, каждая сторона старается усилить себя и ослабить противника.
Не все маги входят в Дозоры. Часть предпочитает вести свою жизнь, не участвуя в войне между Светлыми и Тёмными.
Инквизиция, состоящая как из Тёмных, так и из Светлых магов, следит за соблюдением договора и карает магов, его нарушивших. Авторитет Инквизиции непререкаем. Хотя Инквизиция, вероятно, слабее как Ночного, так и Дневного Дозора, но при попытке Ночного Дозора взбунтоваться против Инквизиции, на сторону Инквизиции встанет Дневной Дозор и наоборот.
Большинство магов не понимают, что необходимы оба Дозора. Без Дневного Дозора Светлые (или некоторые из них) попытались бы «осчастливить» людей с катастрофическими результатами. Без Ночного Дозора Тёмные захотели бы поработить людей. Можно сказать, что оба Дозора — в действительности инструменты Инквизиции.
В критических ситуациях, когда опасность угрожает всему магическому сообществу или всему миру, светлые и тёмные маги действуют совместно, иногда обмениваясь информацией и оказывая друг другу оперативную помощь, а иногда даже формируя единую группу из светлых и тёмных магов (как произошло в «Сумеречном Дозоре»).
По количеству сотрудников Инквизиция значительно уступает Дозорам, но входят в неё очень сильные маги — обычно, не ниже второго-третьего уровня, однако не обязательно. Кроме того, сотрудники Инквизиции имеют в своём арсенале сильные артефакты. Вампиров и оборотней в Инквизиции очень мало. По именам упоминаются только Высший вампир Витезслав (убит Костей Саушкиным в «Сумеречном Дозоре»), и оборотень Хена, обращающийся в смилодона, один из самых старых Иных на Земле («Лик чёрной Пальмиры»). 
В случае объявления открытой войны между Дозорами сотрудники Инквизиции присоединятся к одной из сторон, но в этом варианте развития событий Инквизиция скорее будет уничтожена, пытаясь предотвратить войну. По мнению Гесера, если бы один из Дозоров сумел вычислить все офисы Инквизиции и бросить на каждый сильную группу боевых магов, есть шанс перебить всю Инквизицию, что вынуждает в случае даже подозрения в раскрытии переносить штаб Инквизиции. Вампир Витезслав заявляет Городецкому, что крепче всего Инквизицию сплачивает страх, в связи с чем ренегатов-инквизиторов очень мало.

### Заклинания
Заклинание — основная форма магического воздействия Иных, преобразующая энергию Сумрака в определённое действие. Как правило, заклинания не требуют произнесения формул (кроме некоторых мощных — «Фуаран» или «Белое марево») или использования предметов. В некоторых случаях требуется сложить руки в определённом жесте (например, «Прах» или «знак Силы»).
Скорость сотворения заклинания зависит от опыта и силы Иного. Есть возможность заранее подготовить одно или несколько заклинаний и «подвесить» их на руки для мгновенного применения. Другой вариант ускорения — заранее вложить заклинание в артефакт (см. Артефакты), при этом в артефакте можно накопить намного больше Силы, чем есть в распоряжении применяющего его Иного.
Традиционно заклинания делят на боевые (для атаки или защиты) и бытовые, причём бытовых в 2-3 раза больше — просто их редко удостаивают упоминания. Это деление в какой-то мере условно: «Тройным лезвием» можно колоть дрова (хотя это считается пижонством), а «тёрка» или «аспирин» могут оказаться грозным оружием — просто для их быстрого сотворения и нацеливания нужен большой опыт.
Существует способ вплести одно заклинание в другое. Внешне безобидное заклинание, порождающее умиротворение и желание любоваться пейзажем, после проникновения под защиту мага незаметно трансформируется в заклинание «длинного языка», заставляющее его раскрывать свои секреты.
- Абсолютный Запор — Два одноимённых заклинания. Одно наглухо запирает любые двери. Второе не даст никакого результата, «будучи применено к неодушевлённому предмету».
- Авиценна — заклинание магического исцеления.
- Агапэ — знак любви.
- Аспирин  − тёмное заклинание, понижает температуру цели до температуры окружающей среды, может использоваться в бою.
- Барьер воли — заклинание защиты разума.
- Белое марево — самое сильное и страшное из упоминаемых в книгах заклинаний Светлых. По силам только высшим магам, «требует максимального сосредоточения и полной прокачки Силы в радиусе трёх километров». После произнесения изо рта мага вырывается белый туман, вызывающий локальное «схлопывание» всех слоёв Сумрака, и превращающий всех противников-иных в камень, внутри которого души остаются вечно живыми, но бездвижными и лишёнными всех чувств, медленно сходя с ума; людей сумрак перемалывает без следа. Придумано Мерлином, использовано лишь один раз Рустамом и Гесером, не знавшими, как именно оно действует.
- Белое копьё — боевое заклинание Светлых. Магическое копье, действует соответственно названию. Упоминается в романе «Последний Дозор». В «Шестом Дозоре» было использовано Антоном Городецким против Двуединого. «Я видел, … как загорелось пальто Тёмного, пробитое „белым копьем“…»
- Белый меч — светлое заклинание, преобразующее Силу в белый клинок. Использует Светлана в бою против ведьмы Арины («Сумеречный Дозор»). Также Светлана использовала «защиту Лужина», вероятно с помощью меча. В теории заклинание поражает лишь Тёмных и склонившихся ко Злу людей. На практике человек становится уязвим для Меча при появлении у него агрессии, страха, злобы. Таким образом любой человек, кроме абсолютных праведников, может стать его жертвой.
- Бильбо — заклинание, отпирающее замки. Упоминается в книге «Новый Дозор». По-видимому, названо в честь героя повести Дж. Р. Р. Толкина «Хоббит, или Туда и обратно» — «взломщика» Бильбо Бэггинса.
- Бука — боевое заклинание. Предположительно, из арсенала Светлых. Эффект от применения данного заклинания не описан. Применялась в книге «Последний Дозор».
- Взор Сердца, Ясный Взгляд, Истинное Зрение — похожие заклинания, позволяют видеть невидимое. С помощью последних двух можно смотреть даже на первый слой Сумрака.
- Гастелло — самоубийственное заклинание. Видимо, применяется в совершенно безвыходной для мага ситуации и убивает его вместе с врагом. Судя по названию, из арсенала Светлых, так как существует его аналог — «Шахид». Упоминалось в книге «Последний Дозор».
- Гремлин — заклинание, порождающее сущность, которая медленно разрушает технику. Например, в «Дневном Дозоре» Алиса применила это заклинание, чтобы испортить автомобиль нагрубившего ей водителя.
- Дамская сумочка, Торба — бытовое заклинание, увеличивающее изнутри чемодан или сумку. Упоминается в книге «Новый Дозор».
- Длинный Язык — слабое и легко скрытое заклинание делает противника разговорчивым, заставляя разбалтывать информацию.
- Доминанта — заклинание абсолютного подчинения.
- Дыхание Терезы — заклинание из ряда реморализующих. Упоминается в книге «Новый Дозор».
- Засов — высшее охранное заклинание, наглухо запирает дверь от любой сколь угодно мощной силы.
- Ивовая кора — светлый аналог Аспирина.
- Кольцо Шааба — охранное заклинание, завязанное на определённое слово.
- Ледяная Кора — ментальная защита.
- Молот Судьбы — заклинание огромной силы, которые тёмные применили в битве на Плато Демонов. Упоминается в книге «Последний Дозор»: «А впереди дымится чье‑то тело, наполовину ушедшее в размягчившийся камень. Не у всех соратников чары выдержали Молот Судьбы».
- Марево Трансильвании — «Марево — странное заклинание. Оно словно уродливое зеркало, обращающее твою сумеречную Силу против тебя самого. Оборотня оно превратит в бесформенную кучу мяса и костей, ведьму — в высушенную мумию. От мага останется только пепел, плывущие в небе хлопья, будто в насмешку раскрашенные в прижизненные цвета: белый для Светлых, чёрный для Тёмных». Применяется только Тёмными Иными, пробивает всё типы магических защит. Было применено Зеркалом Виталием Рогозой для отражения атаки Тигрёнка в «Дневном Дозоре» и Юрием в «Печати сумрака».
- Морфей — заклинание, усыпляющее людей на определённой площади: благодаря постепенному действию (несколько секунд, примерно пять) позволяет избежать лишних жертв, например связанных с потерей управления автомобилями на ходу и т. п. По этой простой причине предпочитается Светлыми.
- Огненная кобра — заклинание, использованное против Завулона, создающее гигантскую огненную змею, которая самостоятельно борется с противником.
- Огненная Стена (или Стена огня) — довольно сильное групповое заклинание. Наносит значительный урон огнём противнику, причём чем меньше противников в группе, тем большие повреждения получит каждый из них.
- Око мага — что-то вроде магического радара в Сумраке и реальном мире. Имеет форму большого шара, напоминающего глаз.
- Опиум — менее гуманный аналог Морфея, в отличие от последнего усыпляет резко, без промедления, что может вызвать аварии и жертвы среди людей, так как не даёт жертве время остановиться или прекратить занятия.
- Паранджа — заклинание, как правило, накладываемое Тёмными женщинами. Аналог магической косметики. Не действует на фотоснимках и видеозаписях.
- Петров — заклинание, накладываемое для мгновенного обучения 15 распространённым языкам (среди них упоминается польский).
- Плеть Шааба — боевое заклинание Тёмных: огненная струя, принимающая облик огромной змеи с некоторыми зачатками разума, изменяющая направление в полёте. Любимое заклинание Завулона. В книге «Новый Дозор» упоминается похожее заклинание, используемое Завулоном в битве с Тигром. Пламя было синего цвета, так что не установлено, являлось ли оно Плетью Шааба, либо каким-то другим заклинанием.
- Портал — заклинание, позволяющее почти мгновенно переноситься на большие расстояния при помощи врат, без наводки используется только высшими иными (или зеркалом). При помощи мага в пункте назначения создавать портал проще.
- Поцелуй Ехидны — Что-то вроде дождя из кислоты.
- Прах — заклинание против дэвов и големов. В силу редкости последних, практически не используется, не преподается Иным при обучении в Дозорах. Несложное заклинание, требующее правильно сложенного магического пасса и берущее много Силы. Использовалось Антоном в «Последнем Дозоре» против дэва. Он, в свою очередь, узнал об этом заклинании от Ольги.
- Пресс — заклинание чистой Силы. Сгущает Силу до осязаемого состояния, используется чтобы давить противника.
- Прометей  — безопасный розжиг костра.
- Путы Захви — жертва заклинания не имеет возможности двигаться и как-то действовать, но способна слышать, видеть и говорить (не путать с трансом). Применялось Лайком в «Лике Чёрной Пальмиры».
- Радужная сфера — достаточно сильная универсальная защита.
- Реморализация — заклинание, заставляющее объект строго соблюдать заданную, либо собственную мораль. В книге «Новый Дозор» упоминается несколько несильных реморализующих заклинаний: «Укор», «Стыдоба», «Позор», а также, видимо, более сильное «Дыхание Терезы».
- Саркофаг времён — заклинание из арсенала Инквизиции. Применивший его Иной оказывается вместе со своей жертвой запертым в каменном саркофаге, плывущем в небытии, до скончания времён. Случаев побега из саркофага времён пока не существует. Антон Городецкий в книге «Новый Дозор» был освобожден из Саркофага времён, где он был заключён с ведьмой Ариной — Тигром. В «Шестом Дозоре» Арина так же была освобождена Антоном с помощью Тигра.
- Свет — зажигает огонь на ладони.
- Свой парень, Обаяшка — заставляет людей видеть в применившем это заклинание кого-то очень знакомого или родного. Сильнее действует на детей. Возможно, по действию аналогично заклинаниям «Сколько лет, сколько зим» и «Не разлей вода». Упоминается в книге «Шестой Дозор».
- Серый молебен — заклинание против нежити: вампиров, зомби и т. п. Ослабляет и замедляет вампиров, на большей мощности упокаивает. Скелетов, зомби, то есть нежить, не имеющую собственной воли, а подчиняющуюся воле поднявшего их колдуна, развеивает.
- Сколько лет, сколько зим и Не разлей вода — похожие заклинания, которые позволяют втереться в доверие к человеку и вызывают у того чувство старого знакомства и дружбы с тем, кто использовал заклятье. Под воздействием заклинания человеку очень трудно сопротивляться воле мага. В «Последнем Дозоре» Антон Городецкий использовал заклинания, чтобы купить машину по низкой цене у незнакомого человека.
- Скрепы — заклинание, блокирующее магические способности. Может быть использовано только против Иного, находящегося без сознания. Действует несколько часов. Это заклинание применил Антон Городецкий против «шухарта» в книге «Новый Дозор».
- Снежная паутина — поисковое заклинание с большим радиусом действия, и требующее больших затрат Силы.
- Сократ — кратковременное, но сильное заклинание, заставляющее говорить только правду.
- Спайдерфлэйм (англ. spiderflame — паучье пламя) — заклинание, вызывающее возгорание объекта пламенем характерного тускло-синеватого цвета.
- Сфера Невнимания — заклинание, предохраняющее от излишнего любопытства людей. Не делает объект невидимым, но люди упорно стараются не замечать его. Не действует на Иных и чувствительных к магии людей.
- Сфера отрицания — заклинание, используемое как защита против вражеских заклинаний, при сильной подкачке может надёжно защитить даже против заклинаний высших магов. Пропускает физические атаки.
- Сфера Спокойствия — заклинание ментальной защиты.
- Тайга — очень мощное заклинание, имеющее форму огненной сети, опутывающей противника. Упоминается в «Новом Дозоре» и было использовано, чтобы замедлить Тигра, правда воздействие было минимальное, так что настоящий эффект неизвестен.
- Танатос — заклинание, подавляющее волю и вызывающее остановку сердца. Убивает не сразу, жертву можно спасти, как это было в «Сумеречном Дозоре».
- Тень владык — самое сильное из упоминаемых в книгах заклинаний Тёмных. Временно вызывает души умерших Великих Тёмных Иных с шестого слоя Сумрака, накачивает их Силой и заставляет уничтожать всё вокруг. Никогда не было применено, кроме Тёмных кроме битвы на Плато Демонов, которые не успели использовать его.
- Тёрка — бытовое заклинание, используется боевыми магами для повреждения кожи противника, «делает противника на миллиметр-другой тоньше». В быту используется как обычная тёрка или щётка.
- Тройной ключ — заклинание, порождающее любовь, веру и понимание. К тому же разбивает ментальную защиту противника.
- Тройное лезвие — заклинание, материализующее 3 кинжалоподобных лезвия, с большой скоростью летящих в указанном магом направлении.
- Файербол (англ. fireball — огненный шар, шаровая молния) — широко распространённое как у Светлых, так и у Тёмных заклинание. Во врага пускается сгусток огня. Существует также «групповой файербол» и какая-то особая версия последнего у Инквизиторов. «Правильно» созданный файербол обладает способностью к самонаведению и, попав в цель, горит подобно напалму.
- Фриз (англ. freeze — заморозка) — локальная остановка времени, применяется для иммобилизации противника без причинения ему вреда. Цель, находящаяся под воздействием фриза, совершенно неуязвима к любым физическим и магическим атакам, что позволяет использовать данное заклинание в том числе и для обеспечения абсолютной защиты. В книге «Шестой Дозор» на «фриз» был зачарован амулет Надежды Городецкой, направленный на неё саму, как последний рубеж экстренной защиты.
- Хрустальный щит — очень мощная защита от физического воздействия на объект. Побочным эффектом дает слабую магическую защиту. Щит может продавить только Нулевой маг или порождение сумрака — Тигр.
- Хрустальный шар — создает вокруг мага шар из «хрусталя», защищающий его от любого физического воздействия.
- Ход — заклинание, позволяющее бежать с очень высокой скоростью. При попадании под воздействие заклинания сердечной мышцы (миокарда) может вызвать остановку последнего.
- Шахид — самоубийственное заклинание. Видимо, применяется в совершенно безвыходной для мага ситуации и убивает его вместе с врагом. Судя по названию, из арсенала Тёмных, так как существует его аналог — «Гастелло». Упоминалось в книге «Последний Дозор».
- Щит мага — универсальная защита, мощность зависит от вкладываемой силы.

### Артефакты/амулеты
Упоминаемые в книгах «артефакты исключительной силы»:
- Венец Всего — камни в основании замка в Эдинбурге, позволяют освобождать ушедших Иных, даруя им окончательную смерть. Также воздействует на Иных, ставших жертвами Белого Марева.
- «Фуаран» — книга, написанная ведьмой Фуаран много веков назад. Содержит заклинания для превращения человека в Иного и возвышения Иного до Высшего Иного (возможно даже нулевого). По сути — лабораторный журнал ведьмы, в котором подробно описаны попытки превратить её дочь в Иную и в самом конце — единственный известный способ сотворить это. Книга была потеряна после уничтожения ведьмы Фуаран. Найдена Инквизицией (в лице Витезслава Грубина) в избе ведьмы Арины. Антон Городецкий случайно оказался в поле действия заклинания и стал Высшим магом. Впоследствии сгорела в атмосфере («Сумеречный Дозор»), затем частично воссоздана Ариной «по памяти» («Последний Дозор»). Затем была сотворена Анной Голубевой в реверсированной и обычной версиях («Школьный Надзор»).
- Коготь Фафнира — коготь Великого Тёмного мага, ментор-артефакт, убитого в своём сумеречном облике дракона, ставший сильным артефактом после того, как Братья Регина (секта, созданная учениками Фафнира) несколько поколений питали его силой.
- Кот Шрёдингера — артефакт, действующий во всех слоях Сумрака. Пушистая меховая лента, надеваемая на шею, как правило преступникам при конвое Инквизицией. Обезглавливает конвоируемого при малейшем магическом воздействии с его стороны. Своё название получил за то, что никто так и не смог окончательно выяснить, является ли этот артефакт одушевленным предметом. Существует в единственном экземпляре.
- Мел Судьбы — кусочек мела, с помощью которого можно изменить Книгу Судьбы любого человека или Иного. Сделать это может только Светлая Великая Волшебница. В книге «Ночной Дозор» Светлана хотела изменить судьбу Егора, но в это же самое время Ольга изменила Книгу Судьбы самой Светланы.
- Минойская Сфера — открывает портал откуда угодно, а его точку назначения невозможно проследить (первое упоминание в книге «Сумеречный Дозор» описывает Минойскую Сферу как инструмент, блокирующий магическое взаимодействие некоего объёма пространства с окружающим миром[13]). Имеет только один заряд, перезаряжать его умеют только ведьмы. С разряженной Минойской Сферой ведьма Арина была заперта заклинанием Саркофаг Времён. Поскольку приток Силы в Саркофаге минимален, Минойская Сфера не успела зарядиться настолько, чтобы Арина смогла проверить её способность «прокладывать порталы откуда угодно».
- Призма Силы — хрустальная прозрачная призма. Использующий призму Иной вытягивает жизненную силу из того, на кого сквозь неё смотрит. Использовала Алиса Донникова («Ночной Дозор»)

Кроме того Иные способны создавать амулеты/жезлы, «заряжая» их освоенными заклинаниями. Сила амулета зависит от длительности создания и «зарядки», ибо даже слабый Иной, потратив много времени и сил, может создать относительно сильный артефакт.
Артефакты/амулеты являются основным способом работы Ведьм и Целительниц с Сумраком. Для магов же всецело полагаться на амулеты/жезлы было, мягко говоря, зазорно, ибо «Сила мага — в умелом использовании Сумрака и заклинаний», однако их использовали повсеместно.
В более древние времена очень популярны были посохи — «гибрид обычного жезла и длинной дубины. Некоторые, скажем честно, владели дубинкой куда лучше, чем магией». Как рассказывается в «Последнем Дозоре», во время похода на премьеру фильма «Властелин Колец» сотрудники Ночного Дозора не смогли удержаться от смеха при виде сцены битвы посохами между Гэндальфом и Саруманом.

## Персонажи

### Светлые
- Антон Городецкий

Светлый маг. Попал в Ночной Дозор за пять лет до начала описанных в первой книге событий, то есть примерно в 1993 году. Согласно описанному в «Шестом Дозоре», он мог быть потенциальным тёмным Иным, но Гесер успел инициировать Антона раньше тёмных. Присвоена пятая категория, хотя его сила фактически была выше (потолок — второй уровень). В течение пяти лет служил программистом в аналитическом отделе Ночного Дозора, позже работал оперативником. В конце «Сумеречного Дозора» совершенно случайно стал Высшим магом в результате применения Высшим вампиром Константином Саушкиным заклинания Фуаран к человеку Ласу. Муж Светланы, отец Нади, внук Завулона. Возраст на начало «Ночного Дозора» — около 30 лет, в конце романа «Шестой Дозор» при расторжении договора с Двуединым поставил себя на роль жертвы, но выжил, хотя перестал быть Иным.
- Гесер руководитель Ночного Дозора (Борис Игнатьевич, по фильму Тимура Бекмамбетова — Борис Иванович) — Высший маг, глава Ночного Дозора Москвы. Родился в Тибете. В «Последнем Дозоре» упоминает о своем ровесничестве с Мерлином из преданий о короле Артуре. Его истинный возраст — не менее 2000 лет[источник не указан 4128 дней]. Битва Иных, в которой принимал участие Гесер, будучи уже Высшим магом, на так называемом плато демонов происходила более 2000 лет назад. Ранее работал в Средней Азии, переехал в Россию около 400 лет назад ради Ольги. (Здесь ляп книги: Гесер, согласно книге, переехал в Европу в пятнадцатом веке. В 1998 г., когда происходило действие «Ночного Дозора» Ольге было 443 года, значит, она родилась в 1554 или 1555 г.) Также Гесер — это главный герой тибетского эпоса, по всей видимости, автор намекает, что шеф Ночного Дозора и есть тот Гесер, воспетый в легендах тибетцев.
- Светлана Назарова (в замужестве — Городецкая) — Великая волшебница, сотрудница Ночного Дозора, позже ушла в отставку. Вышла замуж за Антона и родила дочь Надю. Антон Городецкий — второй муж Светланы. Возраст на начало «Ночного Дозора» — 25 лет.
- Ольга — Великая волшебница, специализирующаяся на силовых взаимодействиях, любовница Гесера. За ошибочный компромисс с силами Тьмы во время Октябрьской революции, которая являлась операцией Ночного Дозора, была приговорена к заключению в теле совы. С помощью Гесера и Антона искупила свою вину и была прощена. Возраст на начало «Ночного Дозора» — 443 года.
- Надя Городецкая — Абсолютная волшебница, могла стать мессией Света, но, благодаря интриге Завулона, в 3-й части книги «Дневной Дозор» оказалась «лишь» потенциально сильнейшей волшебницей в истории. Дочь Антона и Светланы, родилась в конце 2000 года. Инициирована в конце «Последнего Дозора». Согласно описанному в «Новом Дозоре» Надежде под силу уничтожение всей Земли, равно как и уничтожение самого Сумрака и физической возможности применения магии. В Дозоре шести представляла светлых.
- Арина — высшая ведьма, глава конклава ведьм, долгое время владела книгой «Фуаран». Родилась в XVIII веке. Именно на её примере выясняется способность ведьм «впадать в спячку» на некоторое количество лет. По собственной воле и по договорённости со Светлыми саботировала эксперимент Иных по реморализации советского города в рамках коммунистической морали за вознаграждение отрезом китайского шелка, полученного от Гесера. Стала Светлой («Последний Дозор»). Объявлена в розыск. В конце пятой книги оказывается замурованной в Саркофаге времён, созданном Городецким для себя и неё, но остаётся в нём в одиночестве по причинам, описанным в книге; при этом в кармане у неё остаётся разряженная «Минойская сфера», способная перенести своего владельца куда угодно и откуда угодно. Была извлечена Тигром из Саркофага времен и в Дозоре шести представляла ведьм.
- Семён Павлович[14] Колобов[15] — маг первого уровня, обычно прикидывается провинциалом. Старейший и опытнейший оперативник Ночного Дозора Москвы.
- Илья — относительно молодой маг первого уровня, заместитель Гесера по патрульной службе. Несмотря на возраст, — один из сильнейших Светлых в Москве. В частности, в «Дневном Дозоре» упоминается, что в городе живут всего четверо Тёмных, с которыми он не справится без посторонней помощи.
- Тигрёнок (Екатерина Сорокина) — боевой маг-перевёртыш (способна превращаться в тигра). Оперативник Ночного Дозора. Убита в «Дневном Дозоре» Зеркалом Виталием Рогозой.
- Медведь — боевой маг-перевёртыш, способен превращаться в медведей различных пород. Друг и постоянный напарник Тигрёнка. По слухам раньше был Тёмным Иным.
- Игорь Теплов — боевой маг третьего уровня, родился в начале 1920-х годов. Во время Великой Отечественной войны служил разведчиком-диверсантом, по окончании войны инициирован и с тех пор служил в Ночном Дозоре. Считался самым жизнерадостным из Дозорных, хотя за маской веселья прятал сердечную рану — его человеческая жена Вилена во время ВОВ изменяла ему направо и налево и клялась любовникам, что «его кости давно истлели» — свежеинициированный Иной Игорь снял с неё воспоминания, пережил отвращение, бросил её и дал клятву не влюбляться, отдав всё время на служение Дозору.(конечно, это не мешало ему находить временных подружек, но к ним Игорь не привязывался). Пал жертвой Завулона, просчитавшего, что Игорь станет незаменимым воспитателем для будущей дочери Светланы, Величайшей Светлой. В результате интриг Завулона Игорь трагически влюбился в ведьму Алису, и, узнав о том, что она — Тёмная, вызвал её на дуэль и убил. Несмотря на то, что трибунал Инквизиции полностью оправдал Игоря, он развоплотился от осознания собственной вины. Воссоединился с Алисой на шестом слое Сумрака («Последний Дозор»).
- Алишер Ганиев — молодой Светлый маг четвёртого уровня, родом из Узбекистана, «сын девоны и человеческой женщины». Вместе с отцом привёз в Москву Мел судьбы. В дальнейшем вместе с Антоном участвовал в самаркандской операции. Резкий и суровый оперативник. Нелюбим соотечественниками.
- Томас Лермонт (также называемый Фомой Лермонтом, или Томасом-Рифмачом) — Высший Светлый маг, глава Ночного Дозора Шотландии, дальний родственник Михаила Лермонтова.
- Александр фон Киссель (сумеречное имя — Иоскеха) — Светлый маг вне категорий, глава Ночного Дозора Киева. Родной брат Александра Шереметьева — главы Дневного Дозора Киева.
- Игнат — светлый инкуб. По всей видимости, бисексуал — в одной из сцен его находят в постели со Светланой и другой девушкой, но, видимо, он неравнодушен и к мужскому полу.[16]
- Гарик — боевой маг второго уровня. Имеет два высших образования (хотя внешне напоминает туповатого амбала), увлекается экстремальным парашютированием. Иной во втором поколении (В «Ночном Дозоре» есть упоминание, что его отец — Тёмный маг). Потрясающе невезуч в амурных делах.
- Фарид — боевой маг, оперативник Ночного Дозора Москвы. Чаще всего работает в паре с Данилой.
- Данила — боевой маг, оперативник Ночного Дозора Москвы. Чаще всего работает в паре с Фаридом.
- Толик — маг третьего уровня, глава компьютерного отдела после ухода Антона Городецкого.
- Андрей Тюнников — боевой маг пятого уровня, стажёр Ночного Дозора, близкий друг и любовник Тигрёнка. Погиб, случайно наткнувшись на охранное заклинание Кольцо Шааба чрезмерной силы, поставленное Виталием Рогозой. («Дневной Дозор»).
- Лас (Александр) — маг седьмого уровня, сотрудник Ночного Дозора Москвы. Родился обычным человеком. Стал Иным после того, как Костя Саушкин подействовал на него заклинанием из книги «Фуаран». Непрофессиональный музыкант, большой любитель розыгрышей. Ученик и протеже Антона Городецкого. (Прототипом Ласа является реальный русский рок-музыкант и автор песен Александр «Лас» Ульянов. В книгах «Сумеречный Дозор» и «Лик Чёрной Пальмиры» используются тексты его песен).
- Рустам — Светлый маг вне категорий, предположительно ровесник Гесера. Бывший друг Гесера, ныне его враг. Появляется в «Последнем Дозоре» и помогает ответить Антону Городецкому на вопрос о артефакте Мерлина «Венец Всего». В человеческом мире практически не обитает (использует иногда тело своего ученика Афанди — Светлого Иного седьмого уровня).
- Тимур Борисович Равенбах — сын Гесера и Ольги, бизнесмен, родился человеком. Родители долгое время считали его умершим во время войны от дифтерии. В возрасте 61 года был с помощью книги «Фуаран» превращён Ариной в Иного четвёртого-пятого уровня. Благодаря хитроумной интриге Гесера, после того, как его родство с главой Ночного Дозора перестало быть тайной, был реморализован (без этого он, скорее всего, стал бы Тёмным) и инициирован как Светлый Иной.
- Иннокентий Толков (Кеша) — московский школьник. Пророк, по крайней мере, первого уровня, потенциально Высший. Обнаружен Антоном Городецким в аэропорту Шереметьево в тот момент, когда спонтанно прорицал авиакатастрофу. Очень близок с Надеждой Городецкой, хотя и чуть моложе; в «Шестом Дозоре» Надя всерьёз обсуждает с отцом возможность раннего замужества. В Дозоре шести представлял пророков.
- Марк Эммануилович Жермензон — Высший боевой маг, вышедший в отставку по ранению, но призванный Гесером для защиты Нади от Тигра («Новый Дозор»). Владеет искусством создания големов.
- Сергей Глыба — Высший прорицатель, до появления Тигра вёл человеческую жизнь. Людям известен как экстрасенс, делающий громкие предсказания[17] — почти никогда не сбывающиеся[18].

#### СотрудникисамаркандскогоНочного Дозора
- Валентина Фирсенко — волшебница четвёртого уровня, глава Дозора.
- Нодир — маг четвёртого уровня.
- Мурат — маг пятого уровня. Погиб во время нападения на Дозоры. Применил заклинание Белого Меча против людей, и, не выдержав мук совести, развоплотился.
- Тимур — маг шестого уровня. Погиб во время нападения на Дозоры — расстрелян из автоматов с заговорёнными пулями.
- Афанди — очень старый Иной седьмого уровня. На момент событий книги «Последний Дозор» ему около 300 лет. Умеет на время повышать собственный уровень как минимум до второго, очевидно, используя для этого энергию своего ушедшего в Сумрак учителя — высшего мага Рустама. Также может временно предоставлять Рустаму своё тело. Возможно, это Ходжа Насреддин.

#### Сотрудники Санкт-Петербургского Ночного Дозора
- Начальник Ночного Дозора Санкт-Петербурга — неназванный маг четвёртого уровня, глава Дозора. Упоминается в книге «Лик Чёрной Пальмиры».
- Кирилл Батурин — маг пятого уровня. Случайно оказался в месте проведения операции команды Лайка и невольно помог, хотя так и не понял этого. Лайк собирался сдать его на руки Пресветлому Гесеру. В качестве первого отчёта и первого штыря. Дескать, Светлый маг пятого уровня Кирилл Батурин сорвал операцию особой группы под тройным патронажем, ля-ля три рубля и всё такое прочее.

Упоминается в книге «Лик Чёрной Пальмиры».

### Тёмные
- Завулон  — Великий Тёмный маг, глава Дневного Дозора Москвы. Точный возраст неизвестен, по некоторым источникам — превышает отметку в две тысячи лет. Известен в кругу друзей как Артур («Лик Чёрной Пальмиры»), в составе Дозора шести представлял тёмных магов. Биологически — родной дед Антона Городецкого.
- Костя Саушкин — молодой вампир-идеалист, позже высший вампир, сосед Антона Городецкого. До инициации последнего они были друзьями, после поступления Антона на службу в Ночной Дозор дружба дала трещину. Учился на физическом факультете МГУ, но перешёл на биологический, мечтая найти «лекарство» от вампиризма. После событий «Ночного Дозора» стал сотрудничать с Дневным Дозором. Благодаря разработанному им «коктейлю Саушкина» из донорской крови 12 человек, Костя быстро стал высшим вампиром (по силе — фактически Тёмным № 2 в Москве), так никого и не убив. В «Сумеречном Дозоре» Витезслав при помощи книги «Фуаран» усилил Костю до уровня абсолютного мага, сделав его сильнейшим Тёмным в мире, после чего Костя вызвал его на поединок, убил и завладел книгой. Мечтая «стать таким, как все», Костя вознамерился сделать всё население Земли Иными, но погиб. В романе «Шестой Дозор» был воскрешен Сумраком как представитель от вампиров при расторжении договора с Двуединым.
- Алиса Донникова — ведьма 3-го уровня, любовница и фаворитка Завулона. Попалась на попытке несанкционированного забора энергии у людей, но была выкуплена Завулоном за право на магическое воздействие второй степени. После этого попала в немилость и была использована в качестве разменной пешки в операции по устранению Игоря Теплова. Лишенная Силы, была внедрена для восстановления (путём подпитки от детских ночных кошмаров) в пионерлагерь «Артек». Будучи временно лишена способностей Иной, полюбила Игоря Теплова (также лишенного Силы); впоследствии, когда Игорь вызвал её на дуэль — отказалась собирать силу для поединка. Убита Игорем на дуэли (утонула в море под действием вызванного Игорем заклинания «Пресс»). Временно была ревоплощена (возвращена из Сумрака) Пражским Трибуналом Инквизиции для допроса о легальности дуэли с Игорем Тепловым («Дневной Дозор»). Воссоединилась с возлюбленным на шестом слое Сумрака («Последний Дозор»).
- Геннадий Саушкин — отец Кости Саушкина. Строитель, сосед Антона Городецкого, дисциплинированный и законопослушный вампир. Инициировал свою жену (мать Кости), а после — самого Костю (инициация была вызвана необходимостью спасти младенца от смерти от двусторонней пневмонии). Становится Высшим вампиром с целью отомстить Антону Городецкому за гибель сына, а также — пробиться на шестой слой Сумрака и оживить Костю и жену Полину («Последний Дозор»). Именно на его примере читатель узнаёт, что вампир может поднять свою силу путём убийства большого количества людей (пропорционально разнице между начальным уровнем и уровнем, которого вампир хочет достичь). Так, Геннадий выпил 52 гастарбайтера, в основном, из республик Средней Азии. Упокоен Антоном Городецким («Последний Дозор»).
- Анна Тихоновна Лемешева — начальница патрульных ведьм, в молодости была любовницей Завулона.
- Юрий — Тёмный маг вне категорий, сотрудник Дневного Дозора Москвы, заместитель Завулона по оперативной работе. По существу, второй по силе в Московском Дневном Дозоре. Судя по книге «Лик Чёрной Пальмиры», для многих Светлых был страшнее Завулона. Перебрался в Минск.
- Николай — Тёмный маг вне категорий, сотрудник Дневного Дозора Москвы. Третий по силе в Московском Дневном Дозоре. В делах Дозора участвует крайне редко.
- Шагрон — боевой маг третьего уровня Дневного Дозора Москвы, классный водитель. За особые заслуги перед Тьмой пользуется «сумеречным» именем.
- Александр «Лайк» Шереметьев (сумеречное имя — Тавискарон) — глава Дневного Дозора Киева (фактически — всей Украины), Тёмный маг вне категорий. Родной брат Александра фон Кисселя — главы киевского Ночного Дозора. Сибарит и гедонист. Старый приятель Завулона. Упоминается также в книгах Владимира Васильева «Лик Чёрной Пальмиры», «Время Инверсий».
- Шиндже, он же Судья Мёртвых, он же Тень Тьмы — Великий Тёмный маг, давно отошедший от дел и живущий жизнью обычного Иного в Харькове. Появляется в книге «Лик Чёрной Пальмиры».
- Дмитрий (Швед) Шведов - украинский Тёмный маг 2-3 уровня, изначально сотрудник Николаевского Дневного Дозора. Принял участие в операции, описанной в книге  «Лик Чёрной Пальмиры», позже возглавил Киевский Дневной Дозор. Мореход и душа компании.
- Алита — ведьма, сменившая убитую Игорем Тепловым Алису в качестве фаворитки Завулона. Невольно помогла Завулону в так и не состоявшейся афере с возрождением Фафнира.
- Гэллемар — оборотень, начальник аналитического отдела Дневного Дозора Москвы.
- Денис — Тёмный маг, сотрудник Дневного Дозора Москвы. Известен как отличный водитель. В гараже работает из-за лени.
- Братья Регина — существовавшая на территории Финляндии секта Тёмных Иных, извлекшая и долгое время хранившая Коготь Фафнира. Оставшиеся в живых после попытки отбить Коготь у Инквизиции четыре участника секты по решению Пражского Трибунала почти полностью лишены возможности пользоваться Силой. (По предложению Гесера, им оставлена возможность производить небольшие магические вмешательства).
- Игорь — оборотень (способен превращаться в волка), проживающий в Сергиевом Посаде. Медик по образованию, проходил медицинскую практику в детском онкологическом отделении вместе со Светлым-целителем. По договорённости со Светлым, укусил трёх умиравших от лейкоза детей, превратив их в оборотней, и этим самым и полностью излечил их, и одновременно дал возможность Светлому исцелить всех остальных[19]. Оборотень попался Антону Городецкому, когда охотился на людей. Это было нарушением Договора. Но Игорь откупился от Антона тем, что вместе со «щенками» (детьми, превращёнными в оборотней) помог отбить дочь Антона Надю у ведьмы Арины. Получил обвинение в «мелкой халатности» (не углядел за недавно инициированными детьми) вместо «попытки убийства» (Фигурирует в романе «Сумеречный Дозор».)
- Галина Добронравова — оборотень (способна превращаться в волка). Укушена оборотнем Игорем в девятилетнем возрасте ради исцеления от лейкоза. Через год участвовала в освобождении Нади Городецкой из заложников у Арины. («Сумеречный Дозор»). В 15-летнем возрасте была направлена Завулоном в Эдинбург в помощь Антону Городецкому. Погибла, приняв на себя очередь заговорённых пуль, предназначенных Антону («Последний Дозор»), так как была влюблена в него.
- Пётр — глава вампиров («Шестой Дозор»), порожденный силой и страхом. Не является Хозяином Хозяев. Пётр из хитрости и осторожности не афиширует свой возраст, считается, что ему несколько столетий, однако в ходе сюжета выясняется, что он неандерталец, и ему, соответственно, несколько десятков тысяч лет. Пётр — самый старый из описанных в «Дозорах» Иных.

– Да мне плевать на твою кровь, – сказал я. – Ты древнее мумий, Хозяин Петр!
– Я древнее человеческих времен. – То, что еще недавно казалось старичком, оскалило пасть, демонстрируя нечеловеческих размеров зубы. Если он весь так несуразно развит, то бедные женщины-кроманьонки, что на заре времен спаривались с неандертальцами… – Да, меня не было среди тех, кто вышел навстречу Двуединому и заключил кровавый завет… я и тогда был достаточно стар и мудр, чтобы следить за ними со стороны…

### Инквизиторы
- Витезслав Грубин — сотрудник Европейского Бюро Инквизиции, высший вампир. Был проводником Антона в Праге («Дневной Дозор»), непосредственно участвовал в Пражском Трибунале. Прошлое туманно. Упоминается, что случайно убил свою мать, с тех пор ему трудно приближаться к старым женщинам. Также в прошлом имел серьёзные разногласия с Гесером, за которыми последовала дуэль в Красной Купальне в Карлсбаде (которую, судя по всему, Витезслав проиграл). Был председателем от вампиров в первом Дозоре шести. Вызван на поединок и упокоен Костей Саушкиным.
- Максим — Светлый Иной. Инквизитор второго ранга. Будучи неинициированным Светлым, видел малейшую Тьму и убивал неосторожных Тёмных Иных деревянным кинжалом[20]. За многочисленные нарушения Договора получил прозвище «Дикарь» и стал объектом охоты как Дневного, так и Ночного Дозоров («Ночной Дозор»). После задержания сотрудниками Ночного Дозора был инициирован как Иной, практически сразу после этого стал сотрудником Инквизиции.
- Эдгар — Тёмный маг второй категории, был повышен до мага вне категорий Ариной, бывший глава Дневного Дозора Эстонии, позже — сотрудник Дневного Дозора Москвы. Некоторое время — на период отсутствия в Москве Завулона — исполнял обязанности главы Дневного Дозора Москвы. После истории с инсценированной Завулоном попыткой возрождения Фафнира (в которой ему якобы отводилась роль жертвы для ревоплощения Фафнира) перешёл на службу в Инквизицию. Являлся членом «Последнего Дозора». По собственной просьбе развоплощён ведьмой Ариной («Последний Дозор»).
- Хена — оборотень, превращающийся в смилодона, один из самых старых Иных на Земле. Точный возраст неизвестен даже ему самому. Но смилодонов и мамонтов прекрасно помнит. Единственный Иной такого солидного возраста, который ещё не удалился от дел и при этом не скрывает его. Почтительно его называют Старший. В «Лике Чёрной Пальмиры» Лайк говорит, что есть Иные и постарше Хены, но о них он только слышал. В «Школьном Надзоре» утверждается, что он из кроманьонцев.
- Людвиг Иероним Мария Кюхбауэр — один из величайших Тёмных магов Средневековой Европы. В различные времена был известен также как Дункель, Оливер Розендорфер и Кармадон — Совиная Голова. Примкнул к Инквизиции уже очень давно, поэтому молодые Иные (приблизительно до 200 лет) его не знают. Почтительно называется Грандмейстер. Титул гранда он получил в Андалузии, мейстером стал в нынешней Вестфалии. Последние годы заведует Пражским схроном артефактов исключительной мощи. Как говорит о нём Александр Шереметьев, ничего и никогда не выпускает из загребущих своих ручонок.
- Дмитрий Дреер - Светлый маг 7, затем 4 уровня, учитель русского языка и литературы, переведённый в Инквизицию.

### Прочие
- Егор — неинициированный Иной седьмого уровня, едва не ставший жертвой вампиров-браконьеров («Ночной Дозор»). После пребывания в Сумраке отказался от выбора Светлой либо Тёмной стороны, так как понял, что обе стороны его использовали. Тем не менее, способностями Иного пользовался, став профессиональным фокусником-иллюзионистом. Гастролирует по Европе с цирковой труппой. Во время событий, описанных в «Последнем Дозоре», был приглашён в Эдинбург Томасом Лермонтом якобы на фестиваль[21]. В качестве потенциального Зеркала становится участником Дозора Шести, расторгающим завет Иных с Двуединым.
- Виталий Рогоза — слабый Иной, ставший Зеркалом по воле Сумрака. В «Дневном Дозоре» убил Тигрёнка, поставил слишком сильное охранное заклинание на свои вещи в номере гостиницы и тем самым убил слабенького светлого мага Андрея Тюнникова. Также на некоторое время полностью лишил Светлану магической энергии. Развоплотился после того, как лишил Светлану Силы, выполнив своё предназначение и восстановив тем самым равновесие между Тьмой и Светом.
- Тигр — персонаж «Нового Дозора». Он является олицетворением части Сумрака. Тигр охотится на пророков, потому что «не все пророчества должны исполниться». На самом деле Тигр просто хочет жить, поэтому ему приходится мешать пророкам. Дело в том, что некоторые пророки предсказывали, что Нулевой Иной (то есть дочь Антона Надя) сможет убить Сумрак. Он охотился на пророка Кешу, а потом и на Антона, Надю и Арину, потому что они слышали пророчество. В конце книги Антон жертвует собой и Ариной, замуровывая себя в Саркофаге Времён, чтобы спасти Кешу и Надю, но Тигр вытаскивает Антона из Саркофага, так как Надя «может подумать, что, если Сумрак умрет, то любимый папочка вернется из Саркофага». После этого Тигр ушёл. В «Шестом Дозоре» живёт среди людей и социализируется. Погибает в столкновении с Двуединым.
- Двуединый — главный антагонист романа «Шестой Дозор», Бог Света и Тьмы. Является самым первым порождением Сумрака. Сначала воплощается в виде двух Иных: Светлого и Тёмного, потом их тела «соединяются». Конечный облик Двуединого: «Человек двух с половиной метров ростом, с толстенными руками и ногами, полуоткрытым зубастым ртом и без каких-либо признаков пола». Приходит в мир, если равновесие Света и Тьмы кардинально нарушено, так в «Шестом Дозоре» Двуединый пришёл, потому что «в людях поселилось маленькое равнодушное зло». Остановить Бога может только Дозор Шести, разорвав с ним кровавый завет. По силе Двуединый равен Нулевому магу, но из-за того что Двуединый имеет опыт убийств, — непобедим.

### Исторические и легендарные Иные
Также в книгах про Дозоры упоминались некоторые исторические или мифические знаменитости, про которых сообщалось, что они были Иными:
- Жанна д’Арк — хотя и совершала в основном благородные поступки, была слабой Тёмной Иной. Она раскрыла своему соратнику Жилю де Рэ тайну о существовании Иных, отчего тот позже сошёл с ума и замучил более 200 человек в тщетной попытке стать самому Иным. Жанна же магическим вмешательством в жизнь простых людей обратила против себя не только католическую Инквизицию, но и Инквизицию Иных. Тем самым её смерть была предопределена.
- Носферату — вскользь упоминается Гесером в начале «Ночного Дозора» как вампир беспримерной силы из далёкого прошлого. Но, по его словам, и сам Носферату был ещё не из лучших.
- Мерлин — тот самый Мерлин из сказаний про короля Артура. Абсолютный маг, пытавшийся сделать Артура идеальным правителем, а его королевство Логрис — царством добра и справедливости. Правда, для достижения своих целей Мерлин не гнушался ничем: в попытке предотвратить гибель Артура в далёком будущем собрал родившихся в предсказанный день младенцев (в том числе и подлинного будущего убийцу — Мордреда) и отправил их в море на старом корабле. Этот поступок превратил Светлого мага в Тёмного. Через какое-то время Мерлину наскучило земное существование, и он добровольно ушёл в Сумрак. С необычайной лёгкостью создавал могучие артефакты, не слишком утруждая себя поисками подходящего названия (за исключением Экскалибура). Перед уходом он создал Венец Всего — лазейку на случай, если Сумрак ему не понравится («Последний Дозор»).
- Томас Лермонт — Высший Светлый маг, глава Ночного Дозора Шотландии.
- Эразм Дарвин — Тёмный пророк, ученик Завулона.
- Иисус Христос — Абсолютный Светлый маг (или сам Свет, точно неизвестно). По словам работников Ночного Дозора, творил большое количество светлых дел, не нарушая равновесия (единственный случай за всю историю). Достоверных фактов о нём известно крайне мало.
- Дон Жуан или Дон Хуан де Тенорио — легендарный испанец, распутник и беззаконник. Темный инкуб 1 уровня, впоследствии вступил в Инквизицию, принял новое имя Рауль и стал хранителем легенд. Владеет искусством Дестрезы (старинная испанская система фехтования тяжелой рапирой). Сразился с главой Дневного Дозора Севильи командором Гонзаго де Мендоза и выиграл этот поединок. Но Дон Гонзаго разработал хитрый план до своего развоплощения, поэтому с Дон Жуаном они встретились снова, после чего Хуан де Тенорио смог остаться в живых, но лишился правой руки. Известно, что одну из легенд Дон Жуан запустил сам. О том, что его всё же затащили в преисподнюю.
- Царица Маб — Великая Тёмная, развоплощена Мерлином.

#### Персонажи «Саги о Нибелунгах»
- Фафнир — Великий Тёмный маг, по силе сравним со Светланой. Также мог стать отцом мессии если бы дольше прожил. После того как его в сумеречном обличии дракона убил некто Сигурд, один из его когтей был отделён и стал тёмным артефактом секты братьев Регина. Вокруг Когтя Фафнира, а также возможного воскрешения Фафнира, построен сюжет второй и третьей частей «Дневного Дозора».
- Регин — неродной брат Фафнира, также убит Сигурдом после Фафнира. Его ученики основали секту «Братья Регина», ставившую своей конечной целью воскрешение Фафнира.
- Сигурд (Зигфрид) — Светлый маг, убил Хрейдмара и его сыновей Фафнира и Регина, охотясь за наследством карлика Андвари. Позже погиб сам.

### Время действия
- Действие книги «Ночной Дозор»

происходит в 1998 году.
- Действие книги «Дневной Дозор»

происходит во второй половине 1999 г и в канун Нового 2000 года. Это ключевая дата для определения времени действия остальных книг серии, поскольку здесь идёт чёткое указание времени.
- Действие книги «Сумеречный Дозор»

происходит в 2003 году.
- Действие книги «Последний Дозор»

происходит в 2006 году.
- Действие книги «Новый Дозор»

происходит в 2012 году.
- Действие книги «Школьный надзор»

происходит в 2004—2005 годах.
- Действие книги «Шестой Дозор»

происходит в 2014 году.
- Действие книги «Вечный Дозор»

происходит в 2020 году.

## Хронология книг
1. От крови до клятвы, от клятвы до крови, рассказ (1162—1171)
2. Клинки кардинала, роман (ноябрь 1618; апрель-июнь 1625)
3. Масть, роман (март 1788 — май 1789)
4. Снежный король, рассказ (1832—1844)
5. Нахимовский Дозор, роман (18 ноября 1853 — 5 октября 1855)
6. Дозор с бульвара Капуцинов, роман (март-октябрь 1900)
7. Дозорный навсегда, рассказ (зима 1904)
8. Ученик царева арихметчика, рассказ (05.11.1728; май, октябрь 1735; 20.08.1861; 27-30.06.1908)
9. Неофициальное расследование, рассказ (27 июля — 1 августа 1914)
10. Дозоры не работают вместе, роман (август 357; 8 сентября — 1 ноября 1962)
11. Участковый, роман (ноябрь 1972 — сентябрь 1973)
12. По Иному этапу, рассказ (ноябрь 1973)
13. Сын Дога, роман (август-декабрь 1973)
14. Тайный Дозор, роман (1921; январь-май 1998)
15. Ночной Дозор, роман (январь-июнь 1998)
16. Дневной Дозор, роман (август-декабрь 1999)
17. Новогодний Дозор, рассказ (31.12.1999)
18. Лик Чёрной Пальмиры, роман (май 2003)
19. Сумеречный Дозор, роман (лето 2003)
20. Иной среди Иных, повесть (сентябрь 2003)
21. Корона, рассказ (июнь 2004)
22. Школьный Надзор, роман (сентябрь 2004 — октябрь 2005)
23. Шаг Невидимки, рассказ (август 2005)
24. Последний Дозор, роман (сентябрь-октябрь 2006)
25. Теневой Дозор, роман (сентябрь-октябрь 2006)
26. Ребус для фотографа, рассказ (октябрь 2006)
27. Невский Дозор, роман (сентябрь-декабрь 2006)
28. Печать Сумрака, роман (август 2007 — апрель 2008)
29. Мелкий Дозор, рассказ (октябрь 2007)
30. Умник, рассказ (март-апрель 2009)
31. Внештатный сотрудник, рассказ (июнь 2010)
32. Запах Cумрака, роман (август-сентябрь 2010)
33. Новый Дозор, роман (июнь-сентябрь 2011)
34. Цветной Дозор, роман (осень 2011 — ноябрь 2013)
35. Время инверсий, роман (июль-сентябрь 2012)
36. Время желаний, роман (сентябрь 2012)
37. Хрустальный рыцарь, рассказ (осень 2012)
38. Лисонька, рассказ (апрель 2013)
39. Дежурный по апрелю, рассказ (апрель 2013)
40. Прилетит вдруг волшебник, рассказ (лето 2013)
41. Кира возвращается в полночь, рассказ (лето 2013)
42. Сумеречные игры, рассказ (июнь-октябрь 2013)
43. Тёмные сады Охотника, рассказ (сентябрь 2013)
44. Оперативный резерв, роман (25 сентября — 7 октября 2013)
45. Дело о головке сыра, рассказ (октябрь 2013)
46. Сказка, рассказанная Сумраком, рассказ (ноябрь 2013)
47. Солнце глубин, рассказ (апрель 2014)
48. Глубокий Сумрак, роман (апрель-май 2014)
49. Шестой Дозор, роман (декабрь 2014)
50. Санаторно-курортная монография, рассказ (февраль 2015)
51. Одиночный Дозор, роман (март 2015)
52. Книжный Дозор, роман (август-сентябрь 2015)
53. Сердце Сумрака, роман (19 сентября 2015 — 8 сентября 2019)
54. Севастопольский Дозор, роман (8:00-20:00 16 мая 2016)
55. Затерянный Дозор, рассказ (19-20 мая 2016)
56. Чужой Дозор, роман (1932; 03-08.1952; 11.1956 — 10.1957; 01.1959; 04.1965 — 10.1967; 22.02.2000; 2017)
57. Тень сумеречных крыльев, роман (весна 2017)
58. Территория Дозоров, рассказ (ноябрь 2018)
59. Дикий артефакт, роман (XII, XVI века, 2010-е годы)
60. Светлая тень, роман (20-28 мая 2019)
61. Вечный Дозор, роман (2020?)

## Серия книг
1. Сергей Лукьяненко. «Ночной Дозор».
2. Сергей Лукьяненко, Владимир Васильев. «Дневной Дозор».
3. Владимир Васильев. «Лик Чёрной Пальмиры».
4. Виталий Каплан. «Иной среди Иных» (повесть).
5. Сергей Лукьяненко. «Сумеречный Дозор».
6. Сергей Лукьяненко. «Последний Дозор».
7. Сергей Лукьяненко. «Мелкий Дозор» (рассказ).
8. Сергей Лукьяненко. «Новый Дозор».
9. Сергей Лукьяненко. «Новогодний Дозор» (рассказ).
10. Сергей Лукьяненко, Аркадий Шушпанов. «Школьный Надзор».
11. Сергей Лукьяненко, Иван Кузнецов. «Печать Сумрака».
12. Сергей Лукьяненко, Алекс де Клемешье. «Участковый».
13. Владимир Васильев. «Время инверсий».
14. Сергей Лукьяненко. «Шестой Дозор».
15. Аркадий Шушпанов. «Теневой Дозор».
16. Андрей Синицын. «Мелкий Дозор» (антология).
17. Людмила Макарова. «Оперативный резерв».
18. Карина Шаинян. «Цветной Дозор».
19. Николай Желунов. «Дозоры не работают вместе».
20. Евгений Гаркушев. «Глубокий Сумрак».
21. Сергей Недоруб. «Севастопольский Дозор».
22. Алекс де Клемешье. «Сын Дога».
23. Виталий Каплан. «Масть».
24. Андрей Синицын. «Затерянный Дозор. Лучшая фантастика 2017» (антология).
25. Людмила Макарова. «Одиночный Дозор».
26. Иван Кузнецов. «Время желаний».
27. Николай Желунов. «Тайный Дозор».
28. Аркадий Шушпанов. «Книжный Дозор».
29. Игорь Вардунас, Никита Аверин. «Невский Дозор».
30. Марина Ясинская. «Чужой Дозор».
31. Андрей Синицын. «Дозор навсегда. Лучшая фантастика 2018» (антология).
32. Алекс де Клемешье. «Клинки кардинала».
33. Валерий Пылаев. «Запах Сумрака».
34. О. Баумгертнер, А. Сальников, А. де Клемешье, А. Шушпанов. «Дозор с бульвара Капуцинов».
35. Андрей Синицын. «Территория Дозоров. Лучшая фантастика 2019» (антология).
36. Виктор Угаров. «Дикий артефакт».
37. Александр Лепехин. «Тень сумеречных крыльев».
38. Сергей Недоруб. «Светлая тень».
39. Николай Желунов. «Сердце Сумрака».
40. Сергей Ерёмин. «Нахимовский Дозор».
41. Сергей Лукьяненко. «Вечный Дозор» (рабочее название).